# Diözesanverband der Bläserchöre – Bistum Mainz
Der Diözesanverband der Bläserchöre – Bistum Mainz e.V. ist ein deutscher Verein. In ihm sind 74 Bläserchöre mit über 3500 aktiven und 9000 fördernden Mitgliedern organisiert.

## Geschichte
Nach 1870 entstanden in der Diözese Mainz zahlreiche Bläserchöre. Versuche zur Bildung eines gemeinsamen Verbandes scheiterten zunächst. Erst zum Allgemeinen Deutschen Katholikentag am 15. August 1948 kam es zur Gründung. Der Mainzer Domorganist Heino Schneider wurde zum ersten Diözesanleiter der Bläserchöre berufen. Seit 1996 ist der Verband ein eingetragener Verein.

## Aufgaben und Besetzung der Bläserchöre
Die Aufgabe der Mitgliedschöre besteht in der Mitwirkung bei Gottesdiensten und Feiern der Kirchengemeinden. Die Besetzung besteht meist aus einem gemischten Blasorchester.